# Come ammazzare il marito senza tanti perché
(Introduzione, pag. 11)
Come ammazzare il marito senza tanti perché è un libro di Antonio Amurri del 1976.

## Struttura del libro
Anche questo libro, analogamente a Come ammazzare la moglie, e perché, è strutturato come un manuale: ognuno dei 28 capitoli è dedicato ad un tipo di marito da eliminare, come ad esempio il marito con la cinquantennite, il marito che trova sempre la camicia senza un bottone o il marito sessuomane. Anche in questo libro ogni capitolo è diviso in due parti: la parte descrittiva in cui vengono narrate, con l'immancabile ironia pungente propria di Amurri, tutte le possibili situazioni di vita vissuta con un marito di un certo tipo e le angherie cui costui sottopone la moglie, e la parte relativa all'eliminazione, che, anche qui seguendo una specie di contrappasso dantesco, propone una strategia di uxoricidio diversa per ciascun tipo di marito.
Ciascun capitolo ha un titolo in italiano e un sottotitolo fra parentesi in un inglese volutamente maccheronico, "poiché la lingua d'Albione è di gran lunga la più pungente che esista, e rappresenta l'ideale per comporre definizioni che suonino irreprensibilmente offensive, e contengano al contempo un vivo sentimento di repulsione espresso tuttavia con educata civiltà, un profondo senso di schifo stilato in ogni caso con un ineccepibile controllo formale": così ad esempio il capitolo Il marito casalingoide ha come sottotitolo (The domestic and terrific husband), il capitolo Il marito che ci prova con le amiche della moglie ha come sottotitolo (The husband who goes always in white). Il ventinovesimo capitolo è intitolato Il marito «marito» (The husband-husband) ed è una lunga disamina di tutte le caratteristiche del tipico marito non prese già in considerazione nei vari capitoli.
Il libro è aperto da una Prefazione e un'Introduzione, entrambe dell'autore, in cui vengono esposte rispettivamente le ragioni del libro, e la necessità per le mogli di eliminare i mariti, attraverso una breve panoramica sui difetti del tipico marito. Alla fine del libro c'è un Frasario - Campionario di frasi ricorrenti pronunciate in situazioni standard dal marito comune, e un Indice generale degli epiteti, tutti ovviamente molto poco lusinghieri se non offensivi, usati nel libro per descrivere i vari tipi di marito, incolonnati in ordine alfabetico. Sotto l'indice c'è uno spazio bianco, lo Spazio riservato agli epiteti personali che ogni moglie può compilare aggiungendo ulteriori epiteti per descrivere il proprio marito.

## Edizioni
- Antonio Amurri, Come ammazzare il marito senza tanti perché, Arnoldo Mondadori Editore, 1976,  p. 240.